# Mataika
Mataika ist ein Ort in der Inselgruppe Vavaʻu im Norden des pazifischen Königreichs Tonga im Distrikt Leimatuʻa.
Mataika hat 540 Einwohner (Stand 2021).

## Geographie
Der Ort liegt südöstlich von Feletoa und östlich der Bucht Vaipuua. Die Tuʻi Road verbindet den Ort mit dem Divisionshauptort Neiafu im Süden. Eine weitere Straße stellt die Verbindung nach Taʻanea im Osten her.
Im Ort gibt es eine Kirche der „Church of Jesus Christ of Latter-day Saints“.

## Klima
Das Klima ist tropisch heiß, wird jedoch von ständig wehenden Winden gemäßigt. Ebenso wie die anderen Orte der Vavaʻu-Gruppe wird Mataika gelegentlich von Zyklonen heimgesucht.